# Csáktornya (Muraköz)
Csáktornya (horvátul Čakovec, németül Tschakturn) város Horvátországban, Muraköz megye székhelye.

## Fekvése
Varasdtól 14 km-re északkeletre a Muraközben fekszik. Közigazgatásilag Drávaszentiván, Drávaszentmihály, Drávaújfalu, Rókusújfalu, Kristóffalva, Nyírvölgy, Sandorovec, Slemenice, Százkő, Tótfalu, Zrínyifalva és Zsidény települések tartoznak hozzá.

## Nevének eredete
A Hahót nembeli Csákról kapta nevét, aki zalai ispán majd erdélyi vajda és szlavón bán volt (1261).

## Története
Várát a Hahót nemzetségbeli Csák, a Csányi család őse építtette a 13. század közepén. A vár első formájában egy árokkal övezett lakótorony lehetett, síkvidéki mocsárvár volt. 1270-től osztrák kézen volt, 1328-ban Károly Róbert visszaszerezte. I. Lajos király 1350-ben Muraközzel együtt Lackfi István erdélyi vajdának adományozta, aki 1351-től a horvát-szlavón-dalmát báni címet viselte. Miután a Lackfiak kegyvesztettek lettek a Muraközt 1397-ben a Kanizsaiak kapták meg, akik Zsigmond király hívei voltak, de már 1405-ben elvették tőlük.

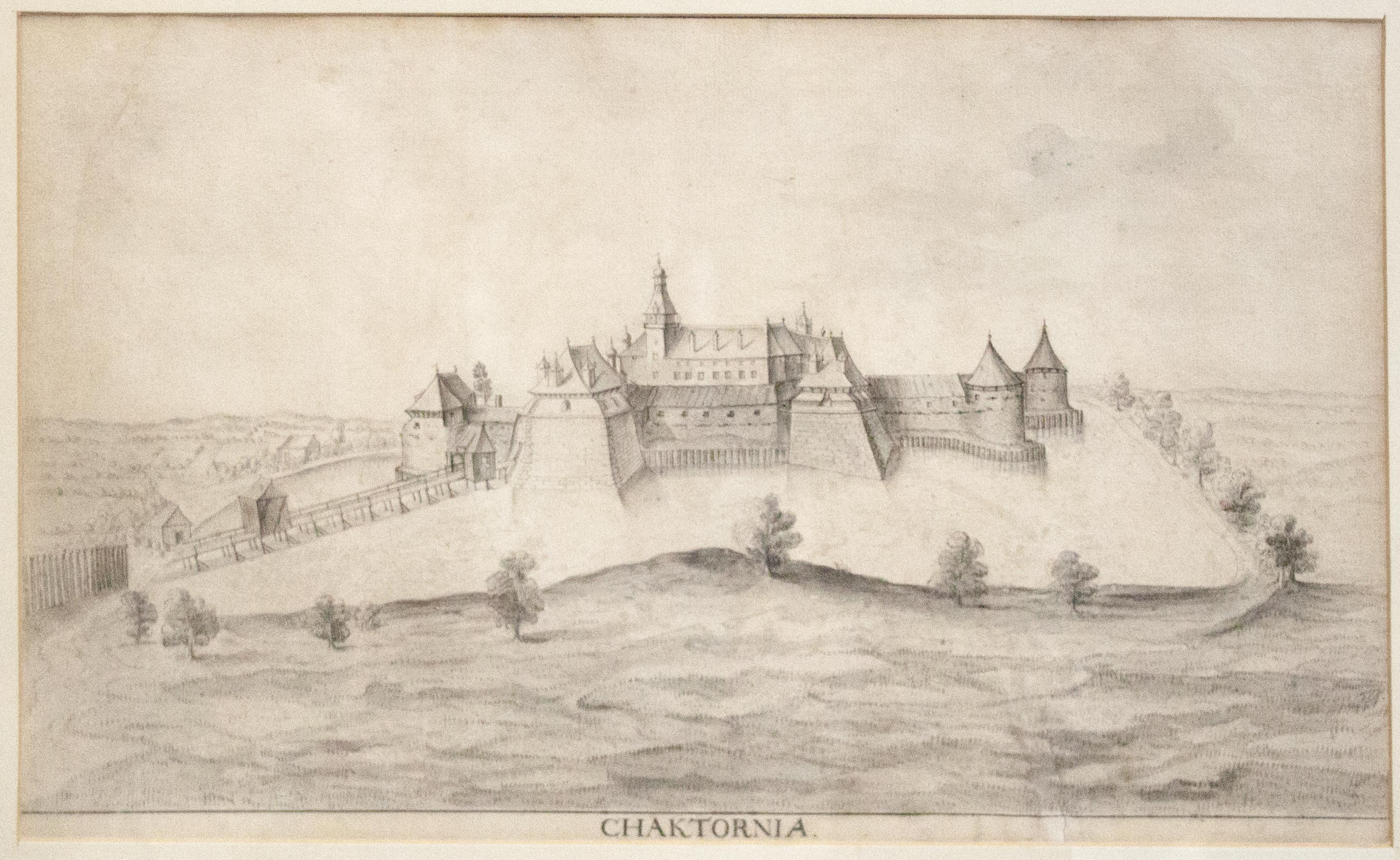
Csáktornya a 17. században

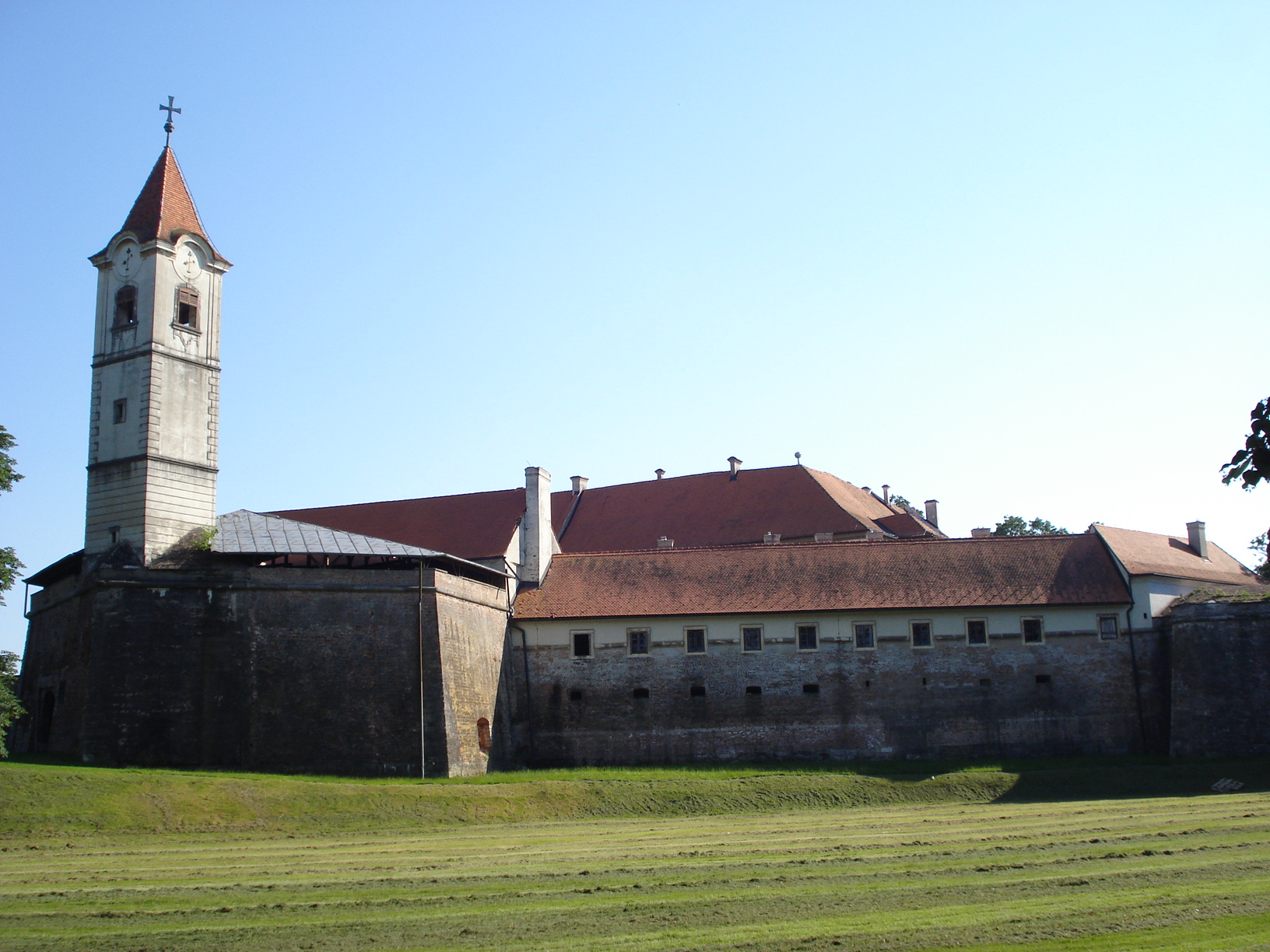
Csáktornya vára északról nézve

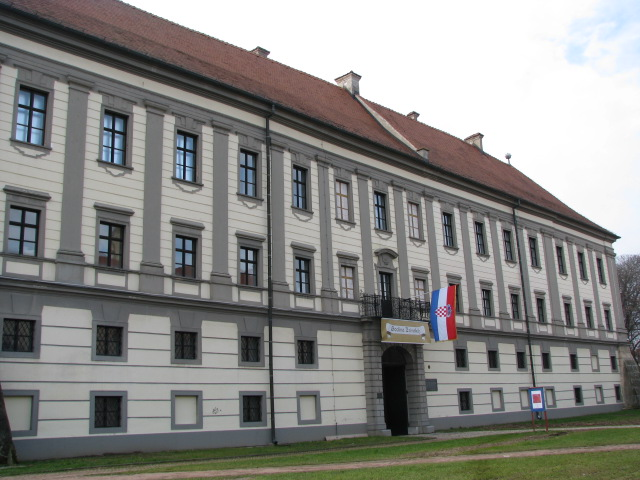
A Muraközi Múzeum – az egykori várpalota

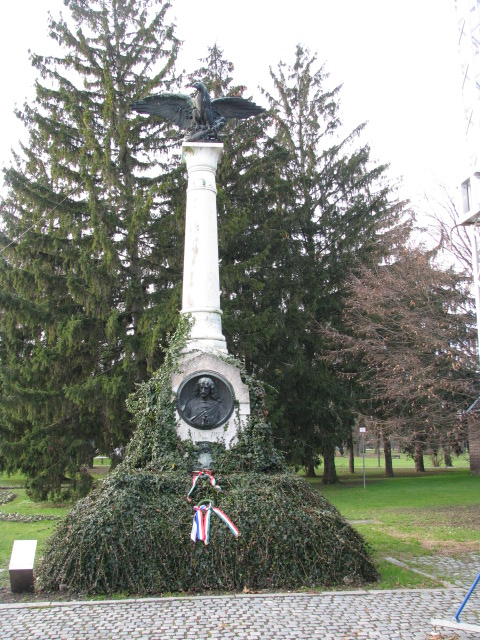
Zrínyi Miklós a költő és hadvezér emlékoszlopa

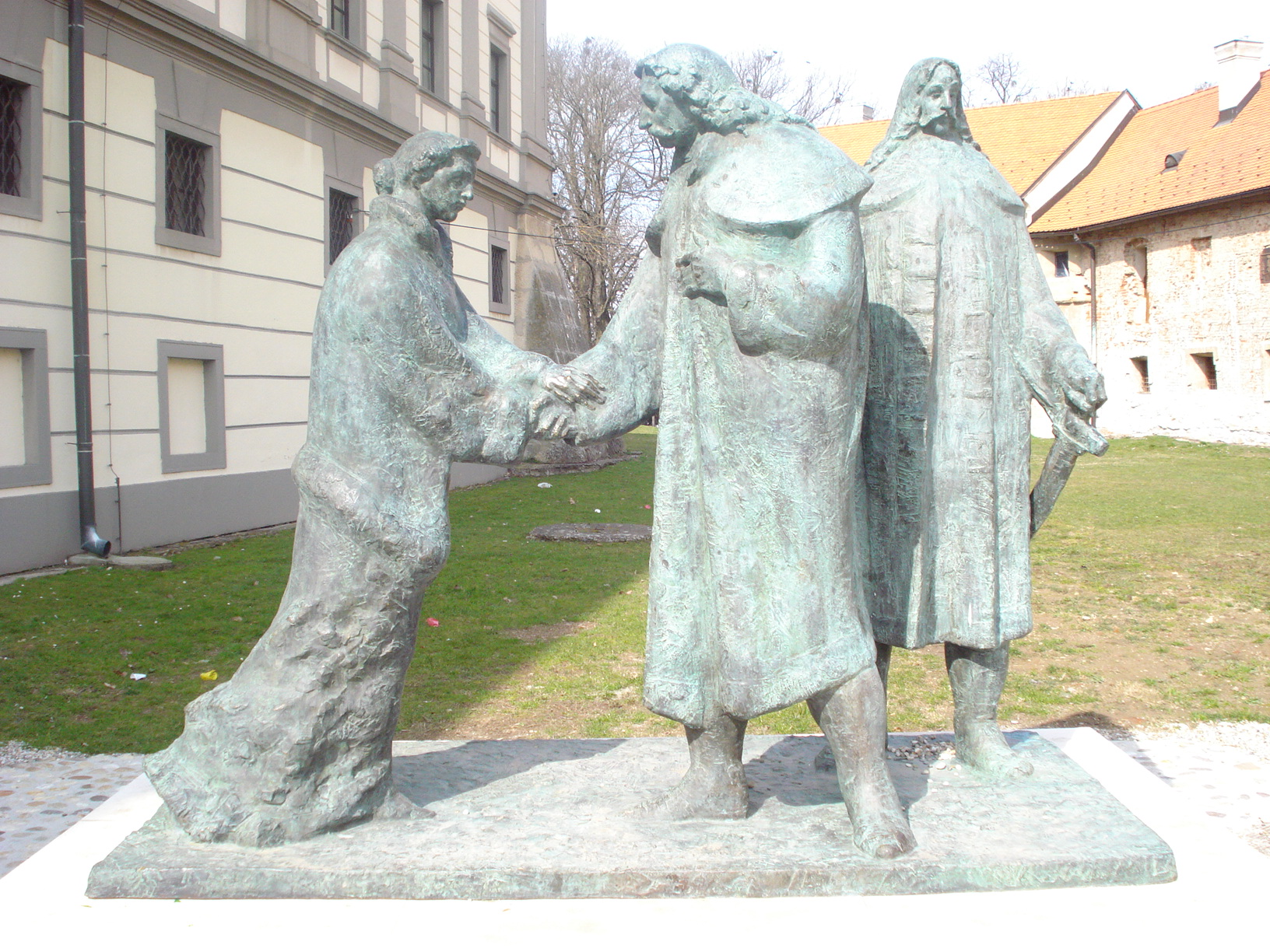
Zrínyi Péter és Frangepán Ferenc búcsúzik Zrínyi feleségétől, Frangepán Katalintól. - emlékmű

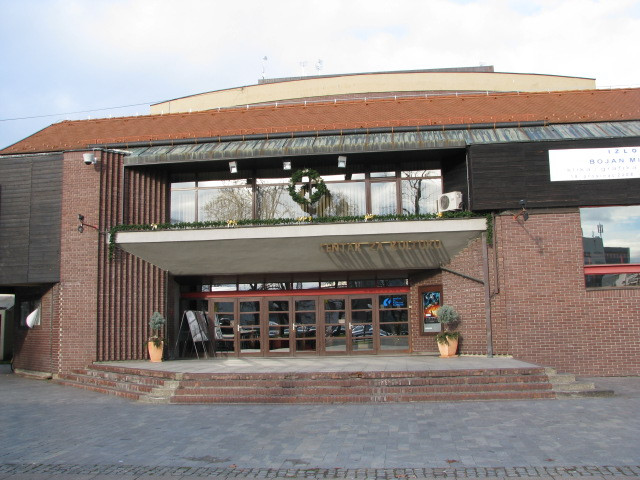
Csáktornyai Kulturális Központ

1437 után a Cilleieké, majd a Cilleiek többi birtokával együtt Vitovec János horvát bán szerezte meg, de örökösei elveszítették. Hunyadi Mátyás kincstárnokának, Ernuszt János budai nagykereskedőnek és bankárnak adományozta, aki megkapta a horvát báni címet is. 1540-ben a csáktornyai Ernusztok kihalása után az uradalom rövid ideig a Keglevich családé, 1546-ban a későbbi szigetvári hős Zrínyi Miklósé lett. A Zrínyiek uralma alatt a város és a vár is nagyot fejlődött. A várat sokszög alakúra építették át és olaszbástyákkal erősítették meg. A reneszánsz várpalotában a Zrínyiek királyi pompa szerint éltek. Itt írta Zrínyi Miklós költő a Szigeti veszedelmet és itt is hunyt el 1664. november 18-án egy vadkanvadászat közben kapott halálos sebe miatt máig tisztázatlan körülmények között. Itt szervezte haláláig a Habsburgok illetve törökök elleni felkelést. Öccse Zrínyi Péter folytatta a vasvári békével elégedetlen főurak mozgalmát és innen ment 1671-ben Bécsbe, hogy tisztázza magát. Távollétében Spankau császári tábornok a várost feldúlta, családját fogságba ejtette. Zrínyi Miklós özvegyét elüldözték, I. Lipót parancsára fiát Zrínyi Ádámot szigorú őrizet mellett Prágában nevelték. Ennek ellenére nem hasonlott meg, a török elleni harcban esett el Zalánkeménél 1691. augusztus 19-én huszonkilenc éves korában. A császári udvar minden vagyonát elkobozta. Zrínyi Jánost börtönbe vetették, aki ott megőrülvén meghalt. Ezzel kihalt a Zrínyi család.
A Zrínyiek kihalta után 1719-ben az Althan grófok birtokába került a vár, akik az egész épületegyüttest Martinelli itáliai építész tervei szerint kényelmes barokk kastéllyá alakították át. Ekkor épült meg a palota második emelete is. Az átépítés után elvesztette erődítmény jellegét. Az új kapubástya tetején lévő harangtoronyba egy óraművet is beépítettek, ami akkoriban nagy szenzációnak számított. 1791-től Csáktornya urai a Festetichek lettek, akik lakókastélyként használták.
1848. október 18-án itt verte meg Perczel Mór a horvátokat, kiszorítva őket a Muraközből.
1855-ben cukorgyár nyílt a várban mely 1870-es bezárása előtt a legnagyobb volt az akkori Magyarországon. Ezután a vár járásbíróságnak és a városi iskolának adott otthont.
A város első iskoláját és tanítóját a 18. században a zágrábi püspökség vizitációja említi először. 1857-ben már két iskola működött a településen négy tanárral és 558 tanulóval, egy katolikus és egy zsidó. Később az iskolákat államosították. 1888-ban tanítóképző létesült a várban, majd 1898-ban felépült a mai is álló régi iskolaépület.
1910-ben 5213 lakosából 2433 magyar, 2404 horvát és 251 német volt. A trianoni békeszerződésig Zala vármegye Csáktornyai járásához tartozott, utána a Szerb–Horvát–Szlovén Királysághoz csatolták. Jugoszlávia 1941-ben bekövetkezett széthullása után ismét Magyarországhoz került a város, majd a második világháború után az ismét létrejött Jugoszlávia része lett.
A városnak 1999-ben 27 000 lakosa volt.

## Nevezetességei
- Csáktornya vára[2] a 13. században épült. A 16. században a Zrínyiek sokszög alakúra bővítették és jelentősen megerősítették. A 18. század első felében az Althan grófok kényelmes barokk palotává építették át. A szabadságharc alatt báró Hív-vári Meszéna Ferenc, Perczel Mór megbízásából megerősítette. 1923-ig a Festeticsek tulajdona, akik a 19. században cukorgyárat alakítottak ki benne, majd a helyi iparkamara vette meg az épületet. 1946-tól gazdasági iskola és diákotthon működött itt. 1954-óta a várban a Muraközi Múzeum található. Ma történeti és vadászati kiállítás látható benne. Itt látható a szigetvári hős töredékes sírlapja.
- A város másik történelmi műemléke a ferences templom és kolostor.[3] A kolostor helyén korábban egy fából épített kolostor állt, melyet Zrínyi Miklós építtetett újjá. A mai épületet 1702 és 1750 között emelték. A templom Szent Miklós püspök tiszteletére van szentelve. Belseje a barokk stílusnak megfelelően gazdagon díszített. Barokk tornyát 1753 és 1757 között emelték.
- A Republike téren áll Zrínyi Miklós 1904-ben emelt emlékoszlopa (Aróky Aladár műve), rajta a költő és hadvezér domborműve.
- A városi parkban található a Muraköz szülöttének, Szent Jeromosnak 1766-ban készített szobra Veit Königer stájer szobrászművész alkotása.
- A Szentilonai úton található a Festetics grófok egykori késő romantikus kastélya, 1855 és 1888 között az egykori cukorgyárhoz tartozott. Ma a városi kórház működik benne.
- A város központjában a Ferenc (Franjevački trg) és a Köztársaság (Trg Republike) tereket összekötő Tomislav király utca több, a 18. és a 19. században  épített házat foglal magába. A Kralja Tomislava 1 szám alatti Városháza 1816-ban épült késő barokk stílusban. A 19. század végén és a 20. század elején épültek a 2, 8 és 18 szám alatti házak. Ebben az időben több földszintes és egyemeletes ház épült historizáló stílusban. Ide tartozik az 1888-ban épített tanárképző iskola, az 1900-ban emelt új Városháza épülete és az 1919-ben épített Első Horvát Takarékpénztár, mely ma a helyi önkormányzat székhelye.[4]
- Luxus igényeket elégített ki az egykori Kereskedelmi Kaszinó 1903-ban Horváth Ödön tervei szerint készült, magyar szecessziós stílusú épülete. A gazdag városi polgárság találkozóhelye volt kártyaszobákkal, játékteremmel, olvasóteremmel és táncteremmel.
- A Pedagógiai Akadémiát 1879-ben alapították magyar tanárképző főiskolaként. A neves csáktornyai vállalkozóval, idősebb Valent Morandinivel 1888 decemberében kötöttek szerződést az iskola építésére egy nagy területen a város keleti részén, az akkori történelmi központ mellett, közel a vasútállomáshoz. A kétszintes épület párhuzamosan helyezkedik el azzal az utcával, amelytől előkert és utcai kerítés választja el. Az épület téglalap alakú, hosszúkás alaprajzú, magas csúcsos tetővel, főhomlokzata délnyugatra néz. A homlokzatokat toszkán neoreneszánsz stílusában alakították ki.[5]
- A Preloška utcában egy zöld szigeten található a Szent Mihály-oszlop. A négyzet alakú, lekerekített oldalú alapon majdnem négyzet alakú kő talapzat emelkedik, amelyre egy karcsú, nyolcszögletű oszlopot helyeztek el, egyszerű, geometriai kialakítású oszlopfővel. A tetején egy barokk, kőből készült szobor található. Arkangyal Mihály lábával tapos egy négylábú, kosszarvú szárnyas vadállatot.[6]
- A Szentháromság-oszlopra vésett évszám szerint 1794-ben készült. Oldalain az adományozók neve, Mathias Topsa és Gohanecz András van bevésve. A téglalap alakú alapzaton egy hornyolt, téglalap alakú oszlop található, amely profilozott oszlopfőben végződik. Az Atyaisten és Jézus kora barokk szobrai felett a Szentélek látható galamb alakjában. Az alakok idealizált arcai azonosak, csak az áll és a haj formájának apró eltérései fedezhetők fel.[7]

## Sport
- RK Perutnina Pipo IPC Čakovec (kézilabdacsapat)
- Muraköz Labdarúgóklub (NK Međimurje)
- Plivački klub "Čakovec" és Plivački klub "Međimurje" - Muraköz és Csáktornya úszóklub
- Franjo Punčec Teniszklub
- San Sport Kézilabdaklub
- Csáktornya labdarúgóklub (NK Čakovec)
- Sloga labdarúgóklub
- Csáktornya Kosárlabdaklub

## Híres emberek
- Zvonimir Bartolić - irodalmár, dékán
- Lidija Bajuk - zenésznő
- Fortunat Pintarić - zenész
- Bezerédi Lajos - szobrász, keramikus
- Dragutin Feletar - történész
- Garasin Rudolf - nyomdász, mérnök, nagykövet (Ulánbátor)
- Joža Horvat - író
- Joža Požgaj - pedagógus
- Robert Jarni - labdarúgó
- Ladislav Kralj-Međimurec - művész, akvarelista
- Ivan Novak - történész
- Stjepan Patkai - zenész
- Nikola Pavić - énekes
- Franjo Punčec - teniszező
- Josip Štolcer-Slavenski - zeneszerző
- Zakál Dénes - zeneszerző
- Zrínyi Miklós –hadvezér, a szigetvári hős
- Zrínyi György - politikus, horvát bán
- Zrínyi Miklós - hadvezér, költő, filozófus
- Zrínyi Péter - államférfi, énekes
- Boris Leiner - zenész, festő
- Filip Ude - gimnasztikus
- Dražen Ladić - korábbi labdarúgó
- Borostyánkői Egán Ede  - a ruszinok apostola lett
- Szent Jeromos - a közelében született